# Calcio agli VIII Giochi del Mediterraneo
Il torneo di calcio agli VIII Giochi del Mediterraneo si è svolto dal 21 settembre al 29 settembre 1979.

## Fase a gironi

### Gruppo A
| Gruppo A   | Gruppo A | Gruppo A | Gruppo A | Gruppo A | Gruppo A | Gruppo A | Gruppo A | Gruppo A |
| Squadra    | G        | V        | N        | P        | F        | S        | DR       | PT       |
| ---------- | -------- | -------- | -------- | -------- | -------- | -------- | -------- | -------- |
| Jugoslavia | 3        | 3        | 0        | 0        | 10       | 2        | +8       | 6        |
| Grecia     | 3        | 1        | 1        | 1        | 6        | 8        | -2       | 3        |
| Marocco    | 3        | 0        | 2        | 1        | 2        | 3        | -1       | 2        |
| Egitto     | 3        | 0        | 1        | 2        | 2        | 7        | -5       | 1        |

| Spalato 21 settembre 1979 | Marocco | 1 – 1 | Grecia |  |

| Arbitro: | René Vigliani |

|                                        |           |  |
| Primorac 21’ Slišković 38’ Vujović 74’ | Marcatori |  |

| Spalato 23 settembre 1979 | Egitto | 0 – 0 | Marocco |  |

| Arbitro: | Paolo Bergamo |

|                                                       |           |                 |
| Slišković 32’ Pasic 43’ Janjanin 62’ 69’ Primorac 83’ | Marcatori | 59’ Kourouzidis |

| Spalato 25 settembre 1979 | Grecia | 4 – 2 | Egitto |  |

| Arbitro: | Ozborgul |

|                        |           |             |
| Vujović 43’ Šestić 76’ | Marcatori | 50’ Bousati |

### Gruppo B
| Gruppo B | Gruppo B | Gruppo B | Gruppo B | Gruppo B | Gruppo B | Gruppo B | Gruppo B | Gruppo B |
| Squadra  | G        | V        | N        | P        | F        | S        | DR       | PT       |
| -------- | -------- | -------- | -------- | -------- | -------- | -------- | -------- | -------- |
| Francia  | 3        | 1        | 2        | 0        | 4        | 3        | +1       | 4        |
| Algeria  | 3        | 1        | 2        | 1        | 3        | 2        | +1       | 4        |
| Turchia  | 3        | 1        | 1        | 1        | 2        | 2        | 0        | 3        |
| Tunisia  | 3        | 0        | 1        | 2        | 2        | 4        | -2       | 1        |

| Spalato 21 settembre 1979 | Algeria | 1 – 1 | Francia |  |

| Spalato 21 settembre 1979 | Turchia | 1 – 0 | Tunisia |  |

| Spalato 23 settembre 1979 | Algeria | 1 – 1 | Tunisia |  |

| Spalato 23 settembre 1979 | Francia | 1 – 1 | Turchia |  |

| Spalato 25 settembre 1979 | Algeria | 1 – 0 | Turchia |  |

| Spalato 25 settembre 1979 | Francia | 2 – 1 | Tunisia |  |

## Fase a eliminazione diretta
|  | Semifinali | Semifinali | Semifinali |         |            | Finale          | Finale          | Finale          |  |
|  |            |            |            |         |            |                 |                 |                 |  |
|  | Francia    | Francia    | 2          |         |            |                 |                 |                 |  |
|  | Francia    | Francia    | 2          |         |            |                 |                 |                 |  |
|  | Grecia     | Grecia     | 1          |         |            |                 |                 |                 |  |
|  | Grecia     | Grecia     | 1          |         | Jugoslavia | Jugoslavia      | 3               |                 |  |
|  |            |            |            |         | Jugoslavia | Jugoslavia      | 3               |                 |  |
|  |            |            | Francia    | Francia | 0          |                 |                 |                 |  |
|  | Jugoslavia | Jugoslavia | Francia    | Francia | 0          | 3               |                 |                 |  |
|  | Jugoslavia | Jugoslavia |            |         |            | 3               |                 |                 |  |
|  | Algeria    | Algeria    | 2          |         |            | Finale 3º posto | Finale 3º posto | Finale 3º posto |  |
|  | Algeria    | Algeria    | 2          |         |            |                 |                 |                 |  |
|  |            |            |            |         |            |                 |                 |                 |  |
|  |            |            |            |         |            | Algeria         | Algeria         | 2               |  |
|  |            |            |            |         |            | Algeria         | Algeria         | 2               |  |
|  |            |            |            |         |            | Grecia          | Grecia          | 1               |  |

### Semifinali
| Spalato 27 settembre 1979 | Francia | 2 – 1 | Grecia |  |

| Arbitro: | Bruno Galler |

|                                          |           |                         |
| Primorac 4’ (rig.) Bogdan 84’ Šestić 88’ | Marcatori | 60’ Belloumi 69’ Douadi |

### Finale 3/4º posto
| Spalato 29 settembre 1979                                                   | Algeria   | 2 – 1       | Grecia |  |
| \| \| \| \| \| Belloumi 10’ Assad ...’ (pen) \| Marcatori \| 20’ Cirikas \| |           |             |        |  |
|                                                                             |           |             |        |  |
| Belloumi 10’ Assad ...’ (pen)                                               | Marcatori | 20’ Cirikas |        |  |

### Finale
| Arbitro: | Paolo Bergamo |

|                           |           |  |
| Pašić 24’ Vujović 54’ 77’ | Marcatori |  |

## Medagliere
| Posizione | Paese      |
| --------- | ---------- |
|           | Jugoslavia |
|           | Francia    |
|           | Algeria    |
| 4         | Grecia     |

## Formazione vincitrice
La squadra che si aggiudicò la medaglia d'oro fu la Jugoslavia.
I giocatori convocati dal tecnico Ivan Toplak furono:
Aleksandar Stojanović, Srećko Bogdan, Nikica Cukrov, Ismet Hadžić, Miloš Hrstić, Tomislav Ivković, 
Rajko Janjanin, Mišo Krstičević, Dragomir Okuka, Predrag Pašić, Boro Primorac, 
Vedran Rožić, Miloš Šestić, Blaž Slišković, Nenad Starovlah, Zlatko Vujović, Zoran Vujović